# Rhynchostegiella leiopoda
Rhynchostegiella leiopoda är en bladmossart som beskrevs av Hugh Neville Dixon och Jules Cardot 1927. Rhynchostegiella leiopoda ingår i släktet nålmossor, och familjen Brachytheciaceae. Inga underarter finns listade i Catalogue of Life.